# 東加勒比國家資本市場協會
東加勒比國家資本市場協會（簡稱東加資協, 英語：Capital Market Association of the Eastern Caribbean）是設立在聖文森特和格林納丁斯的資本市場行業自律監管組織（Self-regulatory Organizations），並獨立於該國金融服務局（Financial Services Authority）架構以外的非營利協會組織，總部位於聖文森特和格林納丁斯首都金斯敦，負責監管聖文森特和格林納丁斯的證券市場運作。
東加資協的工作主要包括監管聖文森特和格林納丁斯證券交易所及所有聖文森上市掛牌的國際商業公司證券交易的參與者，證券發行人以及中介機構，例如投資銀行或保薦人及證券經紀，託管銀行及資訊供應商等，及其他金融機構，並對違規者執行紀律處分。

## 東加勒比國家資本市場協會架構
- 東加資協董事局
  - 薪酬委員會
  - 財政預算委員會
  - 諮詢委員會
  - 稽核委員會
  - 執行委員會
    - 企業融資部
    - 法規執行及服務部
    - 政策、離岸國家事務部
    - 市場監察部（包括研究科）
    - 中介團體發牌及監察科
    - 機構事務部
      - 行政總裁辦公室及東加資協秘書處
      - 財務及行政科
      - 人力資源/培訓及發展科
      - 資訊科技科
      - 對外事務科

## 外部連結
- 東加勒比國家資本市場協會官方網站 （页面存档备份，存于）
- 聖文森特和格林納丁斯證券交易所 （页面存档备份，存于）